# Turó de la Coromina
El Turó de la Coromina és una muntanya de 154 metres que es troba al municipi de Castellbisbal, a la comarca del Vallès Occidental.